# Mostro di Mogollon
Il mostro di Mogollon è una creatura leggendaria la cui esistenza è discussa da parte di biologi e criptozoologi, che fa riferimento principalmente all'Arizona centrale e orientale, lungo il Mogollon Rim (da cui il nome). È sostanzialmente descritto come un essere scimmiesco, simile al Bigfoot.

## Descrizione

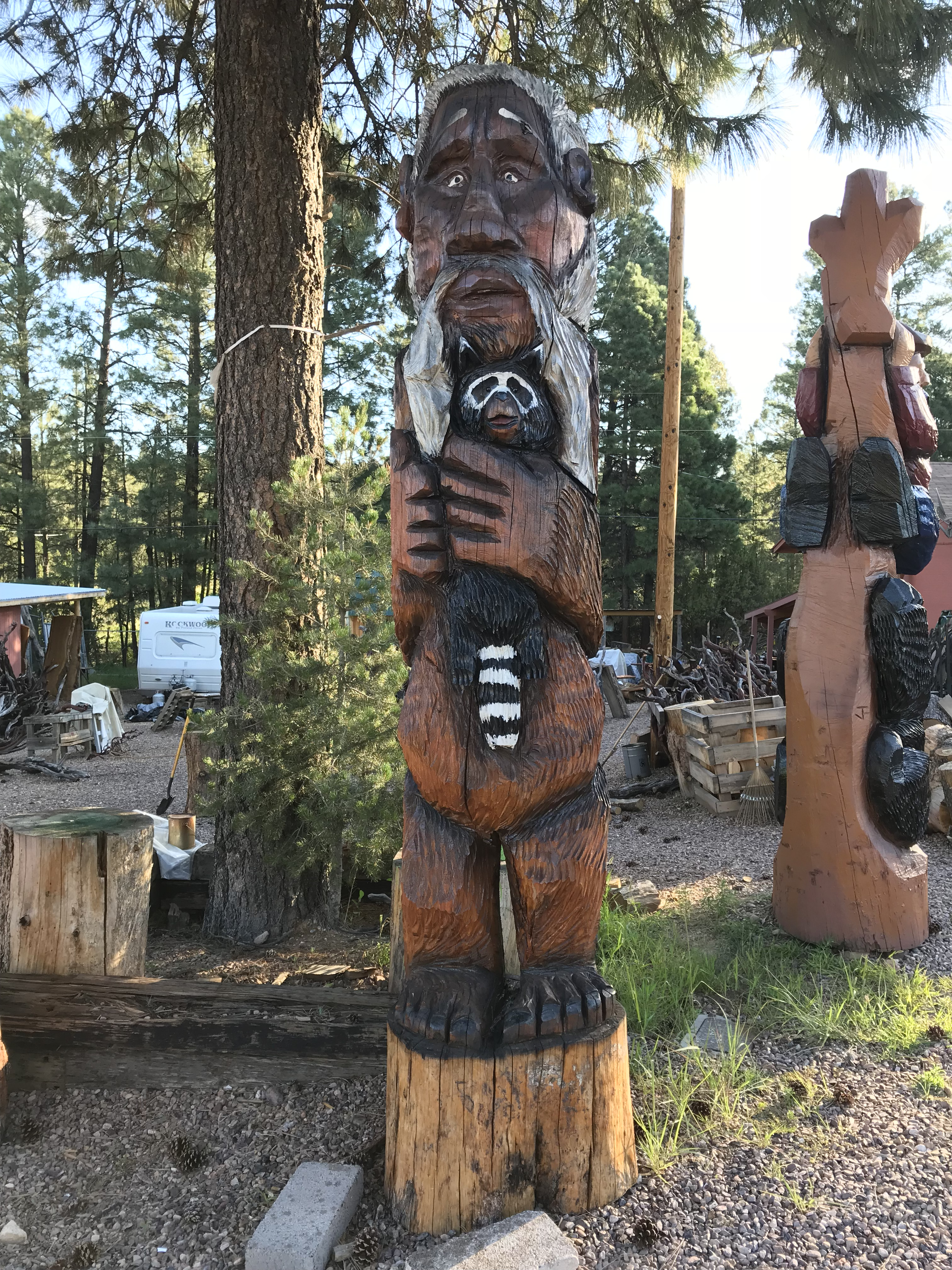
Scultura in legno del mostro di Mogollon

Il mostro di Mogollon è riportato essere un umanoide bipede, di circa 2-2,5 metri d'altezza, con occhi larghi, "rossi e selvaggi". Il corpo sarebbe ricoperto interamente di una peluria marrone scuro/nera, con l'esclusione di torace, faccia, mani e piedi. Da rilevare il cattivo odore che emanerebbe anche, simile a una puzzola o un pesce in decomposizione.
Secondo i racconti mitici sul mostro, sarebbe di carattere schivo, notturno e onnivoro. È generalmente segnalato che visiterebbe i campeggi dopo il tramonto, lanciando inoltre pietre in posizioni lontane dal raggio della vista, ed emettendo inusuali versi simili a dei fischi e, talvolta, un grido "agghiacciante" descritto come una donna in pericolo che cerca aiuto.

## Avvistamenti
In accordo coi dati riportati dal libro "The Mogollon Monster: Arizona's Bigfoot" e "Weird Arizona", il mostro è segnalato grosso modo lungo Mogollon Rim da nord a Prescott a Williams, da est a Springerville, da sud a Hannagan Meadow e da ovest verso Prescott.
Il primo avvistamento documentato è risalente al 1903, quando I.W. Stevens in The Arizona Republican, oggi The Arizona Republic, relazionò in un articolo la presenza di una creatura vicino al Grand Canyon con "lunghi capelli bianchi arruffati fino alle ginocchia"; che dopo aver ucciso due puma, ne bevve il sangue, per poi fuggire emettendo un "urlo soprannaturale".
Un altro dei primi avvistamenti documentati fu descritto dal criptozoologista Don Davis. Alla metà degli anni 1940 era in una gita di boy scout vicino a Payson, nell'Arizona, di cui diede il seguente resoconto: "La creatura era enorme. Gli occhi erano profondi e difficili da vedere, ma sembravano senza espressività. Il volto sembrava decisamente priva di capelli, sembrava esserci peli ai lati del volto. Il petto, le spalle e le braccia erano imponenti, specialmente la parte superiore delle braccia; probabilmente più di sei pollici di diametro, forse molto, molto di più. Potevo vedere che era molto peloso, ma non riuscii ad osservare quanto esattamente folti fossero i peli del corpo. La testa era molto squadrata; quadrata ai lati e sul mento, come una scatola".
Un membro della Nazione Apache di White Mountain in Arizona, di nome Collette Altaha, affermò nel 2006: "Non siamo propensi a parlare facilmente con chi viene da fuori, ma ci sono stati più avvistamenti ora di quanti ce ne sono stati in passato. Ciò non può più essere ignorato." "Nessuno ha avuto un incontro negativo con lui," disse Marjorie Grimes, che vive a Whiteriver, Arizona, la città principale della riserva indiana. Quando le si chiede del suo incontro, riporta che "Era tutto nero ed era alto! Il modo in cui camminava, faceva passi lunghi. Frenai e corsi indietro a guardare tra i due alberi in cui si trovava, ma era andato via!". Secondo rapporti locali, il tenente della polizia tribale Ray Burnette riporta che "un paio di volte hanno visto questa creatura che guardava attraverso le finestre. Erano spaventati quando chiamarono." Riporta che "le chiamate furono fatte da persone che non soffrivano di allucinazioni, non erano ubriache, non erano persone che sappiamo possano fare scherzi telefonici. Sono di veri cittadini della Riserva Indiana di Fort Apache."

## Opinione della comunità scientifica
Il professore di biologia Stan Lindstedt della Northern Arizona University respinge l'idea dell'esistenza di una creatura umanoide, capace di nascondersi al pubblico in un'area così vasta del paese: "Lo colloco [il mostro] nella categoria della mitologia, che, senza dubbio, può rendere la nostra cultura interessante, ma non ha niente a che fare con la scienza".
La comunità scientifica generalmente attribuisce la natura degli avvistamenti della creatura come a dei falsi o delle misidentificazioni. Negli anni 1930, esemplari di orsi grizzly si stabilirono per un certo lasso di tempo nelle foreste dell'Arizona; i quali, data la loro stazza, avrebbero molto probabilmente essere scambiati per creature scimmiesche mitiche. Se gli avvistamenti dell'epoca furono spiegati con essi, oggi vengono categorizzati come possibili "colpevoli" di errori di identificazioni leoni di montagna, orsi bruni e alci.
Senza prove evidenti che ne possano stabilire l'effettiva esistenza, il mostro di Mogollon continua a rimanere parte del panorama folcloristico.

## Nella cultura di massa
Dopo l'incendio della foresta Rodeo-Chediski, nel 2002, che provocò la distruzione di 467,066 acri di landa forestale dell'Arizona, Dolan Ellis (cantante di ballate dell'Arizona dal 1966) si impegnò ad aiutare la riforestazione del luogo. Dolan menzionò il mostro di Mogollon nella canzone Wildfire realizzata per la campagna contro il degrado e l'abbandono delle aree naturali dell'Arizona.